# ماتياس هانينج
ماتياس هانينج (بالألمانية: Mathias Huning)‏ مواليد 25 يونيو 1969 في متمان، ألمانيا الغربية، هو لاعب كرة مضرب ألماني سابق وكان يلعب باليد اليمنى. أعلى تصنيف له في الفردي كان المركز الـ 409 في سنة 1993. أعلى تصنيف له في الزوجي كان المركز الـ 109 في سنة 1997.

## النهائيات

### الزوجي: (5)
| الرقم | السنة | الدورة             | الأرضية | الشريك       | المنافس في النهائي             | النتيجة في النهائي |
| ----- | ----- | ------------------ | ------- | ------------ | ------------------------------ | ------------------ |
| 1.    | 1994  | هايلبرون, ألمانيا  | سجاد    | جيرتس دزلد   | عمر كمبورس كريستيانو كاراتي    | 6–4, 6–2           |
| 2.    | 1995  | ليبشتات, ألمانيا   | سجاد    | بيل بيرنس    | بريت غارنيت تي جاي ميدلتون     | 6–4, 3–6, 7–6      |
| 3.    | 1996  | بروستيوف, التشيك   | ترابية  | جاك وايت     | فريدريك بيرغ باتريك فريدريكسون | 6–3, 7–6           |
| 4.    | 1997  | لوبيك, ألمانيا     | سجاد    | جوست وينينك  | تري فيليبس كريس ويلكنسون       | 7–6, 7–6           |
| 5.    | 1997  | آلبيرسباخ, ألمانيا | ترابية  | غرانت سيلكوك | اليكس لوبيز مورون فابيو ماجي   | 5–7, 6–4, 7–5      |

## روابط خارجية
- ماتياس هانينج على موقع رابطة محترفي التنس (الإنجليزية)
- ماتياس هانينج على موقع الاتحاد الدولي لكرة المضرب (الإنجليزية)
- ماتياس هانينج على موقع خلاصة التنس.كوم (الإنجليزية)